# Stanislas Lefranc
Pour les articles homonymes, voir Lefranc.
Stanislas Lefranc, né à Liège, est un juriste belge. Il est substitut du Procureur de l'État indépendant du Congo au Stanley-Pool, procureur d'État par intérim, puis juge de première instance à Niangara.

## Biographie
Stanislas Lefranc publie, entre 1908 et 1910, trois brochures pour dénoncer le Régime Congolais de ce qu'il appelait « l'État négrier » du roi Léopold II dans l'État indépendant du Congo.
Dans une lettre datée du 16 avril 1908 adressée au Vingtième Siècle et qui ne fut jamais publiée, Stanilas Lefranc écrit : « j'ai été du petit nombre de fonctionnaires qui ont osé exprimer carrément leur pensée et fournir des documents établissant que le régime congolais se résumait en deux mots : massacres et esclavage ».